# Jesús Moraza Ruiz de Azúa
Jesús Moraza Ruiz de Azúa (ur. 27 marca 1945 w Araya) – brazylijski duchowny rzymskokatolicki, w latach 1994-2016 biskup prałat Lábrea.

## Życiorys
Święcenia kapłańskie przyjął 6 lipca 1969. 12 stycznia 1994 został prekonizowany prałatem terytorialnym Lábrea. Sakrę biskupią otrzymał 19 marca 1994. 13 kwietnia 2016 zrezygnował z urzędu.